# Семёнов, Михаил Николаевич (футболист)
Михаил Николаевич Семёнов (3 апреля 1969, Хабаровск, СССР) — советский и российский футболист, защитник и полузащитник; тренер.

## Карьера
Воспитанник ДЮСШ СКА Хабаровск. В 1986 году оказался в команде второй лиги СКА, с 1990 года стал игроком основного состава. Играл в СКА до 1998 года, провёл 243 игры и забил 30 голов. С 1999 года играл в новокузнецком «Металлурге», где провёл 8 игр, забив 1 мяч. В этом же году решил вернуться в родную «СКА-Энергию» и провёл 14 игр. В 2000 году решил возвратиться в Новокузнецк. В 2001 году играл за «Селенгу». С 2002 по 2005 провёл оставшуюся часть карьеры в ФК «Смена» из Комсомольска-на-Амуре, где завершил карьеру игрока.
С 28 ноября 2010 года начал тренерскую карьеру, возглавив благовещенский «Амур-2010». После окончания сезона 2011/12 ушёл в отставку. С 19 июня 2012 года возглавил «Смену» Комсомольск-на-Амуре. Клуб в сезоне 2015/2016 выиграл зональное первенство ПФЛ и получил путёвку в ФНЛ, но после отказа выхода в первый дивизион, главный тренер решил покинуть пост. С 5 июля 2016 года является старшим тренером ФК «Кубань» Краснодар. С 5 по 10 октября, после ухода Дана Петреску — исполняющий обязанности главного тренера.
20 июля 2018 года был заявлен в качестве тренера новосозданного ФК «Урожай».
С 2019 года старший тренер футбольного клуба «Балтика» (Калининград).

## Достижения

### Карьера футболиста

#### «СКА-Энергия»
- Победитель второй лиги СССР: 1987 (4 зона)
- Бронзовый призёр второй лиги ПФЛ: 1997
- Серебряный призёр второго дивизиона ПФЛ: 1999

#### «Металлург» (Новокузнецк)
- Победитель Второго дивизиона ПФЛ 2000

### Тренерская карьера

#### «Смена»
- Бронзовый призёр Первенства ПФЛ 2013/14
- Победитель Первенства ПФЛ 2015/16